# Orm oframe
Orm oframe (Ormr oframi) var enligt Skáldatal en av Uppsalakungen Östen beles (Eysteinn beli) elva hirdskalder. Han bör alltså ha varit verksam vid 700-talets slut och/eller 800-talets början. Ingenting är dock känt om hans liv och inte heller något av hans diktning finns bevarat. Tillnamnet oframe betyder "den återhållsamme", "den tillbakadragne" eller "den blyge".

## Östen beles hirdskalder enligtSkáldatal
| Bragi inn gamli Grundi prúði Erpr lútandi Kálfr þrænzki Refr ryzki Ormr oframi Ölvaldi Ok enn Ölvaldi Ávaldi Fleinn skáld Rögnvaldr skáld. | Brage den gamle Grunde den ärelystne Erp lutande Kalv tröndske (=Kalv från Tröndelag) Räv rodske (=Räv från Roden) Orm oframe Ölvalde Ännu en Ölvalde Åvalde Flein skald Ragnvald skald. |  |